# Shuichi Akai
Shuichi Akai (赤井 秀一 Akai Shuichi?), född 2 september 1981 i Hokkaido prefektur, är en japansk före detta fotbollsspelare.
Akai började sin karriär 2004 i Ehime FC. Han spelade 324 ligamatcher för klubben. 2014 flyttade han till FC Imabari. Han avslutade karriären 2015.